# Hilde Schrader
Hilde Schrader, född 4 januari 1910 i Stassfurt, död 26 mars 1966 i Magdeburg, var en tysk simmare.
Schrader blev olympisk mästare på 200 meter bröstsim vid sommarspelen 1928 i Amsterdam.